# Шизофреногенная мать
Шизофренногенная мать (англ. schizophrenogenic mother) — историческая концепция, которая утверждала, что ключевым фактором в развитии шизофрении является отношение матери к ребенку.

## История концепции
Изначально возникло понятие именно «шизофреногенная», а не «шизогенная» мать. Еще Зигмунд Фрейд указывал на возможные психологические причины возникновения шизофрении. Фрейд предполагал, что если родители впадают в крайности в воспитании ребёнка (например, родители чрезмерно суровы, холодны и отчуждены или, наоборот, проявляют излишнюю заботу о ребёнке), то ребёнок испытывает психологическое напряжение и у него развиваются ответные реакции (психологические защиты).
Понятие «шизофреногенная мать» было подробно разработано Фридой Фромм-Райхман в 1948 году. По её мнению, шизофреногенная мать — холодная доминантная женщина, не обращающая достаточного внимания на потребности ребёнка. Для шизофреногенной матери ребёнок — социальный проект, а не любимый человек. Такие матери могут демонстрировать героическое преодоление трудностей в рождении и воспитании ребенка, своё материнское самопожертвование, но на самом деле используют ребёнка для своих целей в жизни. Шизогенная мать не делает целенаправленных осознанных усилий по формированию высокого уровня шизоидности у своего ребенка (который впоследствии испытывает закономерные последствия шизоидности во взрослой жизни). Шизогенная мать отдаёт приоритеты своим жизненным целям и идет на поводу у свойств своего характера (личности). Шизогенная мать вполне может любить своего ребёнка, но себя, свою личность и свои жизненные цели она любит значительно больше. Меняться для целей воспитания психологически благополучного и социально адаптивного ребенка или, по крайней мере, контролировать свои эмоции и поведение шизогенная мать не может или не хочет.
Однако в 1960-1970-е гг. интерес к этой теории в западной психиатрии стал угасать, смещаясь в сторону генетической интерпретации в этиологии шизофрении: исследовалась корреляция в развитии шизофрении у однояйцевых (монозиготных) и разнояйцевых (гетерозиготных) близнецов; в одном из исследований делался вывод, что вероятность развития расстройств шизофренического типа у обоих однояйцевых близнецов составляет порядка 50%, тогда как у гетерозиготных близнецов — лишь 15%. Исходя из посылки, что воздействие окружающей среды как в общественном, так и природном плане, остаётся неизменным как в случае монозиготности, так и в случае гетерозиготности близнецов, делался вывод о ключевой роли генетического фактора в патогенезе шизофрении.

В действительности эта гипотеза не являлась оригинальной — в сущности своей она лишь реабилитировала положение психиатрии XIX в. об эндогенном характере шизофрении, о ключевой роли биологических факторов в её патогенезе, что наиболее последовательно было развито в учении Э.Крепелина. Концепция генетической природы шизофрении наиболее последовательно защищалась немецкими психиатрами во главе с Эрнстом Рюдином, разделявшими положения евгеники и работавшими в ключевых психиатрических заведениях Германии в эпоху германского фашизма. Эта концепция пришла к «эволюционному парадоксу шизофрении» — если генетические и, шире, эндогенные факторы, составляют основу патогенеза шизофрении, если, при этом, страдающие этим расстройством оставляют значительно меньшее потомство (отцами больные шизофренией становятся на 75% реже, матерями — 50%), то каким образом шизофрения вообще способна воспроизводиться? Остаётся без внимания и то, что большинство этнографов не прослеживает заболеваний шизофрении в традиционных обществах с присвающим хозяйством, как не встречаются описания подобной шизофрении симптоматики в античное время, т.е. существуют серьёзные основания полагать, что собственное возникновение этого расстройства относится к современной эпохе. Помимо того, что другие исследования фиксируют на порядок меньший разброс в конкордатности расстройств шизофренического типа у монозиготных и гетерозиготных близнецов (не 3, а 1,5-2 раза), следует отметить ряд факторов, не связанных с генетическим соответствием монозиготных близнецов. Так, известно, что риск развития шизофрении связывается с внутриутробным развитием ребёнка и возможными нарушениями пренатального развития, в частности переносимыми пренатальными инфекциями и нарушениями в обмене веществ. Вместе с тем, лишь 3-4 из 1000 случаев беременности характеризуется наличием монозиготных близнецов, что само по себе заставляет предполагать, что в генетической структуре родителя присутствуют значительные отклонения; таким образом, монозиготность служит лишь указателем на совокупность генетических отклонений, которые в своей массе, действительно, могут стать источником дефектного развития нервной системы и, следовательно, одним из источников расстройства шизофренического типа. Но в таком случае этот последний фактор является исключением, подтверждающим, что в решающем большинстве случаев не генетика, а нечто иное лежит в основе развития шизофрении. Следует также отметить, что сложности для развития нервной системы и, в частности, мозга, создаётся самим фактом однояйцевости: в силу того, что плоды имеют одну плаценту, существует риск — по-видимому, сказывающийся, в большей или меньшей степени, в любом случае — нарушения кровоснабжения плода, поскольку материнскому организму требуется большее количество ресурсов; известное влияние на внутриутробное развитие должно оказывать и давление плода на стенки плаценты, которое в крайних случаях приводит к компрессии пуповины и серьёзным травмам. Таким образом, исследования однояйцевых близнецов и гипотеза о генетическом характере патогенеза шизофрении: а) опираются на исключительные случаи, сами указывающие на исключительные генетические отклонения у родителей, нерелевантные для нормальной генетической структуры; б) возникновение расстройств шизофренического типа у однояйцевых близнецов в известной, если не в решающей степени, связано с характером их пренатального развития, повышенной сложностью кровоснабжения плодов в любом случае, вне зависимости от стадии их разделения (на стадии морулы, когда оба эмбриона имеют один амниотический мешок, бластоцисты или на стадии дробления) и другими трудностями вынашивания одновременно двух детей, с чем связан риск гибели как одного, так и всех зародышей. Установлено также, что в 5-7% семей, где ни один из родителей не страдает не только шизофренией, но любым другим серьёзным расстройством психики, один из детей заболевает расстройством шизофренического типа. 

## Современное положение
Несмотря на то, что генетическая критика оказалась несостоятельной и вернула дискуссию в поле обсуждения непосредственно психологической природы патологического процесса шизофренического типа, который благодаря органическим факторам лишь приобретает устойчивый характер, концепция Ф.Фромм-Райхман не была вновь актуализирована. Она не могла дать ответа на вопрос о причинах исключительной роли матери в развитии шизофрении: если поведение матери способно вызывать шизофрению, то в силу каких причин? И не могут ли эти причины дублироваться другими людьми? А если верно последее, то от термина "шизофреногенная мать" следует отказаться, перейдя от поиска предмета к поиску смысла тех особенностей психической жизни, которые лежат в основе патогенеза шизофрении. Таким образом, современная психиатрия пришла к состоянию кризиса, когда попытки поставить эндогенные факторы на место непосредственного источника шизофрении потерпели крах, но когда не менее очевидна невозможность возврата к фрейдистской интерпретации природы шизофрении, которая описывает в лучшем случае наиболее распространённый механизм её возникновения, но не её природу и не её сущность.